# Иван Теодоров
Вижте пояснителната страница за други личности с името Иван Теодоров.
Иван Теодоров е български юрист.

## Биография
Роден е през 1905 г. в София. Син е на политика Теодор Теодоров. Завършва Юридическия факултет на Софийския университет и Финансовия отдел на Свободния университет (днес УНСС). Продължава образованието си в Париж в Юридическия факултет на Парижкия университет и финанси в École libre des Science Politiques. Работи като съдия, юрисконсулт в Министерството на железниците и на Външните работи.
След 9 септември 1944 г. е непрекъснато уволняван, безработен или работи нещо, което е под неговата квалификация, лагерист в Белене. През 1972 г. единствената му дъщеря Надежда напуска страната и се установява във Виена. Обявена е за невъзвращенка. След всички лични и обществени несгоди Иван Теодоров изцяло насочва внимание към изследването си за Балканските войни. Умира през 1997 г. в София.
По повод десет години от смъртта на баща си, през февруари 2007 г., със съдействието на Главно управление на архивите при Министерския съвет, Надежда Теодорова успява да публикува книгата „Балканските войни (1912 – 1913 г.). Исторически, дипломатически и стратегически очерк“.